# Max Herre (Musikschriftsteller)
Max Herre (geboren 1888; gestorben 1956) war ein deutscher Musikschriftsteller.

## Leben
Nach dem Studium der Musikwissenschaften bei Adolf Sandberger in München promovierte Herre 1924 über die Opern von Franz Danzi. Im März 1926 trat er in den Dienst der Augsburger Musikbücherei und wurde deren erster Bibliothekar. Unter seiner Leitung erfolgte daraufhin die Katalogisierung und Systematisierung von zehntausenden Musikalien innerhalb von 8 Monaten. Am 3. Januar 1927 eröffnete die Musikbücherei in der Heilig-Kreuz-Straße als Teil des städtischen Konservatoriums. Durch den Einsatz von Herre wandelte sich die Musikbücherei in den darauffolgenden Jahren von einer einfachen Notenblattsammlung zu einer umfassenden Fachbibliothek. Eine Brandbombe traf schließlich im Februar 1944 die Musikbücherei und zerstörte nahezu den gesamten Bestand.
Neben seiner Tätigkeit in der Musikbücherei veröffentlichte Herre zahlreiche Aufsätze zum Augsburger Musikleben und befasste sich mit dem Komponieren von Musikstücken. Ende der 1920er Jahre war Herre unter der Intendanz von Carl Häusler dramaturgischer Beirat am Stadttheater Augsburg. Außerdem leitete er zeitweise das Augsburger Kammerorchester, so etwa 1937 anlässlich der Eröffnung des Augsburger Mozarthauses.

## Werke
- Franz Danzi, Dissertation, München 1924
- Carl Maria von Weber und seine Beziehungen zu Augsburg, Walch Verlag, Augsburg 1926
- Das Stadttheater Augsburg. Festschrift zum fünfzigjährigen Bestehen, Selbstverlag der Stadt, Augsburg 1927
- Beethoven-Gedaechtnisfeier in Augsburg 1927, Selbstverlag der Stadt, Augsburg 1927
- Raumkunst in den „Drei Mohren“ in Augsburg, Selbstverlag der Stadt, Augsburg 1928
- Dornröschen, Südd. Schriftsteller-Gen., Augsburg 1930
- Aus der Geschichte des Roten Tores, Augsburg 1934
- Opern-Studio, Böhm Verlag, Augsburg 1934
- Vom Singschullehrer-Seminar in Augsburg, Kistner & Siegel Verlag, Leipzig 1936
- Beethovens „Oberhofmeisterin“: Nanette Streicher, geb. Stein. In: Zeitschrift für Musik, Jahrgang 1936, S. 1079–1085 (online bei ANNO).